# Søre Holmen
Søre Holmen est une île norvégienne du comté de Hordaland appartenant administrativement à Askøy.

## Description
Rocheuse et couvert d'arbres, elle s'étend sur environ 85 m de longueur pour une largeur approximative de 63 m. 